# لورا درن
لورا الیزابت درن (انگلیسی: Laura Elizabeth Dern؛ زادهٔ ۱۰ فوریه ۱۹۶۷) بازیگر و تهیه‌کنندهٔ آمریکایی است. او جوایز متعددی از قبیل یک جایزهٔ اسکار، یک جایزهٔ امی و پنج جایزهٔ گلدن گلوب برنده شده‌است.
والدین او بروس درن و داین لد هر دو بازیگر هستند. درن حرفهٔ بازیگری را در دههٔ ۱۹۸۰ آغاز کرد و برای نقش‌آفرینی‌هایش در درام ماسک (۱۹۸۵)، تریلر مخمل آبی (۱۹۸۶) و جنایی از ته دل وحشی (۱۹۹۰) در میان عموم شناخته شد. او برای بازی در نقش یک یتیم در درام رز پریشان (۱۹۹۱) توانست نامزد دریافت جایزهٔ اسکار شود و مدتی بعد برای بازی در فیلم ماجراجویی پارک ژوراسیک (۱۹۹۳)، و بعداً در پارک ژوراسیک ۳ (۲۰۰۱) و دنیای ژوراسیک: قلمرو (۲۰۲۲) به شهرت بین‌المللی دست یافت.
درن برای نقش‌آفرینی در فیلم زندگی‌نامه‌ای وحشی (۲۰۱۴) توانست برای بار دوم نامزد دریافت جایزهٔ اسکار شود. همچنین در سال ۲۰۱۷ برای بازی در مجموعهٔ تلویزیونی درام دروغ‌های کوچک بزرگ برندهٔ جایزهٔ امی ساعات پربیننده شده‌است. او نقش‌های مکمل فیلم عاشقانهٔ بخت پریشان (۲۰۱۴)، فیلم فضایی جنگ ستارگان: آخرین جدای (۲۰۱۷)، درام داستان ازدواج (۲۰۱۹) و فیلم تاریخی زنان کوچک (۲۰۱۹) با موضوع دورهٔ بلوغ را بر عهده داشت. نقش‌آفرینی او در داستان ازدواج برایش جایزهٔ اسکار بهترین بازیگر نقش مکمل زن را به همراه داشت.

## فیلم‌شناسی

### فیلم
| سال  | عنوان                             | نقش                        | توضیحات          |
| ---- | --------------------------------- | -------------------------- | ---------------- |
| ۱۹۷۳ | رعد و برق سفید                    | Sharon Anne                | ذکرنشده در عوامل |
| ۱۹۷۴ | آلیس دیگر اینجا زندگی نمی‌کند      | Girl Eating Ice Cream Cone | ذکرنشده در عوامل |
| ۱۹۸۰ | روباه‌ها                           | Debbie                     |                  |
| ۱۹۸۲ | خانم‌ها و آقایان، لکه‌های شگفت‌انگیز | Jessica McNeil             |                  |
| ۱۹۸۳ | Grizzly II: Revenge               | تینا                       | حضور افتخاری     |
| ۱۹۸۴ | آموزگارها                         | Diane Warren               |                  |
| ۱۹۸۵ | ماسک                              | Diana Adams                |                  |
| ۱۹۸۵ | صحبت مستقیم                       | Connie Wyatt               |                  |
| ۱۹۸۶ | مخمل آبی                          | سندی ویلیامز               |                  |
| ۱۹۸۸ | تابستان تسخیرشده                  | Claire Clairmont           |                  |
| ۱۹۸۹ | مرد چاق و پسر کوچک                | Kathleen Robinson          |                  |
| ۱۹۹۰ | از ته دل وحشی                     | Lula Fortune               |                  |
| ۱۹۹۰ | سمفونی صنعتی شماره ۱              | زن دلشکسته                 | کنسرت فیلم       |
| ۱۹۹۱ | رز پریشان                         | رز                         |                  |
| ۱۹۹۳ | پارک ژوراسیک                      | Dr. Ellie Sattler          |                  |
| ۱۹۹۳ | یک دنیای بی‌نقص                    | Sally Gerber               |                  |
| ۱۹۹۶ | شهروند روث                        | Ruth Stoops                |                  |
| ۱۹۹۶ | حرامزاده خارج از کارولینا         | Narrator (voice)           |                  |
| ۱۹۹۹ | آسمان اکتبر                       | Miss Riley                 |                  |
| ۲۰۰۰ | دکتر تی و زنان                    | پگی                        |                  |
| ۲۰۰۱ | بابا و آنها                       | Ruby Montgomery            |                  |
| ۲۰۰۱ | پارک ژوراسیک ۳                    | Dr. Ellie Sattler          |                  |
| ۲۰۰۱ | کانون                             | Gertrude 'Gert' Hart       |                  |
| ۲۰۰۱ | من سم هستم                        | Randy Carpenter            |                  |
| ۲۰۰۱ | نووکائین                          | جین نوبل                   |                  |
| ۲۰۰۲ | Goose                             | Narrator (voice)           | فیلم کوتاه       |
| ۲۰۰۴ | ما دیگر اینجا زندگی نمی‌کنیم       | Terry Linden               |                  |
| ۲۰۰۵ | پایان خوش                         | Pam Ferris                 |                  |
| ۲۰۰۵ | اوهایو، برنده جایزه نافرمانی      | Dortha Schaefer            |                  |
| ۲۰۰۶ | قلب‌های تنها                       | Rene Fodie                 |                  |
| ۲۰۰۶ | امپراتوری درون                    | Nikki Grace / Susan Blue   | تهیه‌کننده مشترک  |
| ۲۰۰۷ | سال سگ                            | Bret Spade                 |                  |
| ۲۰۰۸ | The Monday Before Thanksgiving    | ترزا                       | فیلم کوتاه       |
| ۲۰۰۹ | لطافت                             | Aunt Teresa                |                  |
| ۲۰۱۰ | همه‌چیز باید برود                  | Delilah                    |                  |
| ۲۰۱۰ | فاکرهای کوچک                      | Prudence Simmons           |                  |
| ۲۰۱۱ | Fight for Your Right Revisited    | Café Patron                | فیلم کوتاه       |
| ۲۰۱۲ | استاد                             | هلن سالیوان                |                  |
| ۲۰۱۳ | Jay-Z: Made in America            | Herself                    | فیلم مستند       |
| ۲۰۱۴ | بخت پریشان                        | Frannie Lancaster          |                  |
| ۲۰۱۴ | زمانی که بازی قد علم می‌کند        | Beverly Ladouceur          |                  |
| ۲۰۱۴ | وحشی                              | Bobbi Lambrecht            |                  |
| ۲۰۱۴ | ۹۹ خانه                           | Lynn Nash                  |                  |
| ۲۰۱۵ | بریوتاون                          | Annie                      |                  |
| ۲۰۱۶ | برخی زنان                         | Laura Wells                |                  |
| ۲۰۱۶ | بنیان‌گذار                         | Ethel Kroc                 |                  |
| ۲۰۱۷ | ویلسون                            | Pippi                      |                  |
| ۲۰۱۷ | غده سیاه                          | Doctor                     | فیلم کوتاه       |
| ۲۰۱۷ | The Good Time Girls               | Clementine                 | فیلم کوتاه       |
| ۲۰۱۷ | کوچک‌سازی                          | Laura Lonowski             |                  |
| ۲۰۱۷ | جنگ ستارگان: آخرین جدای           | Vice Admiral Amilyn Holdo  |                  |
| ۲۰۱۸ | داستان                            | Jennifer Fox               |                  |
| ۲۰۱۸ | محاکمه با آتش                     | الیزابت گیلبرت             |                  |
| ۲۰۱۸ | جی‌تی لروی                         | Laura Albert               |                  |
| ۲۰۱۹ | تعقیب سرد                         | Grace Coxman               |                  |
| ۲۰۱۹ | داستان ازدواج                     | Nora Fanshaw               |                  |
| ۲۰۱۹ | زنان کوچک                         | Marmee March               |                  |
| ۲۰۲۰ | Crazy, Not Insane                 | Narrator (voice)           | فیلم مستند       |
| ۲۰۲۰ | اگر هر اتفاقی بیفتد، دوستت دارم   | تهیه کننده                 |                  |
| ۲۰۲۰ | The Way I See It                  | None                       | مستند            |
| ۲۰۲۲ | دنیای ژوراسیک: قلمرو              | دکتر الی ساتلر             |                  |
| ۲۰۲۲ | پسر                               | کیت                        |                  |

### تلویزیون
| سال        | عنوان                           | نقش                                | توضیحات                                             |
| ---------- | ------------------------------- | ---------------------------------- | --------------------------------------------------- |
| ۱۹۸۰       | Insight                         | ایمی                               | قسمت: "Who Loves Amy Tonight?"                      |
| ۱۹۸۱       | Shannon                         | Unknown                            | قسمت: "Gotham Swansong"                             |
| ۱۹۸۳       | Happy Endings                   | Audrey Constantine                 | فیلم تلویزیونی                                      |
| ۱۹۸۴       | The Three Wishes of Billy Grier | Crissy                             | فیلم تلویزیونی                                      |
| ۱۹۸۹       | Nightmare Classics              | Rebecca                            | قسمت: "The Strange Case of Dr. Jekyll and Mr. Hyde" |
| ۱۹۹۲       | Afterburn                       | Janet Harduvel                     | فیلم تلویزیونی                                      |
| ۱۹۹۳       | Fallen Angels                   | Annie Ainsley                      | قسمت: "Murder, Obliquely"                           |
| ۱۹۹۵       | فریژر                           | June (voice)                       | قسمت: "Sleeping with the Enemy"                     |
| ۱۹۹۵       | Down Came a Blackbird           | Helen McNulty                      | فیلم تلویزیونی؛ also executive producer             |
| ۱۹۹۶       | The Siege at Ruby Ridge         | Vicki Weaver                       | فیلم تلویزیونی                                      |
| ۱۹۹۷       | Ellen                           | Susan                              | ۲ قسمت                                              |
| ۱۹۹۸       | The Larry Sanders Show          | Herself                            | قسمت: "I Buried Sid"                                |
| ۱۹۹۸       | The Baby Dance                  | Wanda LeFauve                      | فیلم تلویزیونی                                      |
| ۲۰۰۱       | Within These Walls              | Sister Pauline Quinn               | فیلم تلویزیونی                                      |
| ۲۰۰۲       | Damaged Care                    | Linda Peeno                        | فیلم تلویزیونی؛ also co-producer                    |
| ۲۰۰۲       | بال غربی                        | US Poet Laureate Tabatha Fortis    | قسمت: "The U.S. Poet Laureate"                      |
| ۲۰۰۲–۲۰۰۳  | پادشاه تپه                      | Serving Wench / Katherine (voices) | ۲ قسمت                                              |
| ۲۰۰۸       | بازشماری                        | Katherine Harris                   | فیلم تلویزیونی                                      |
| ۲۰۱۱–۲۰۱۳  | Enlightened                     | Amy Jellicoe                       | ۱۸ قسمتs; also co-creator and executive producer    |
| ۲۰۱۳       | Call Me Crazy: A Five Film      | None                               | فیلم تلویزیونی؛ director (segment: "Grace")         |
| ۲۰۱۴       | Kroll Show                      | کلیو                               | ۲ قسمت                                              |
| ۲۰۱۴       | Drunk History                   | نلی بلای                           | قسمت: "New York City"                               |
| ۲۰۱۵       | The Mindy Project               | دکتر لودمیلا تراپزنیکوف            | قسمت: "Best Man"                                    |
| ۲۰۱۵–۲۰۲۱  | خ مثل خانواده                   | سو مورفی (صدا)                     | ۴۴ قسمت                                             |
| ۲۰۱۷, ۲۰۱۹ | دروغ‌های کوچک بزرگ               | رناتا کلاین                        | ۱۴ قسمت                                             |
| ۲۰۱۷       | آخرین مرد روی زمین              | کاترین                             | قسمت: "Got Milk?"                                   |
| ۲۰۱۷       | کیمی اشمیت شکست‌ناپذیر           | وندی هبرت                          | قسمت: "Kimmy Can't Help You!"                       |
| ۲۰۱۷       | توئین پیکس                      | دایان ایوانز                       | ۹ قسمت                                              |
| TBA        | خانم پای آمریکایی               |                                    | همچنین تهیه‌کنندهٔ اجرایی                             |

### بازی‌های ویدئویی
| سال  | عنوان                | نقش            |
| ---- | -------------------- | -------------- |
| ۲۰۱۹ | تکامل دنیای ژوراسیک  | دکتر الی ساتلر |
| ۲۰۲۲ | تکامل جهان ژوراسیک ۲ | دکتر الی ساتلر |